# 雨宮玖二子
雨宮 玖二子（あまみや くにこ、本名：矢沢 邦江（やざわ くにえ）、1955年4月27日 - ）は、日本の女性声優。神奈川県横浜市出身。当初は本名名義で活動していた。

## 略歴・エピソード
『ポンキッキ』シリーズのガチャピンの声を1973年の放送開始から2013年度まで長年にわたり務め、『ポンキッキ』以外にもフジテレビ系のテレビ番組やCMにもガチャピンとして多数出演していた。
現在の芸名は、『ひらけ!ポンキッキ』の歌のお姉さんであった石井雅子が芸名を"先生"（姓名判断の人物）と付ける際に付き添いで同行したところ、ついでに見てもらえることになり「水も滴るような素敵な優しそうな女性だろうな」と想像できるような名前ということで付けてもらった。
番組で使用された曲「いっぽんでもニンジン」で数字を数えているのは雨宮である。

### ガチャピン関連
当初はムックの声を演じる予定であり、パイロット版では実際にムック役で参加。だがその時、別の人物が担当したガチャピンの声に編成からクレームがついたため、当時番組を制作していた野田昌宏の提案で急遽ガチャピン役に変更となり、ムックは新たに石山かつみが起用された。
ガチャピンとムックのキャラクターデザインを決めたのは雨宮である。番組企画時には100体ほどのキャラクター原案があり、当時ロボコンが人気だったことからメタリックなデザインが多かったが、野田に「どれがいい?」と聞かれた際、雨宮の身近にいた子供たちが爬虫類好きだったことから「これがいい」と選んだデザインがそのまま採用されたという。
ガチャピンのファーストシングルとなった「たべちゃうぞ」については、作曲の吉田拓郎に合わせコードしか譜面がなく伴奏を基にメロディを覚えないといけなかったため、レコーディング時には口から心臓が飛び出るほど緊張したと後に語っている。

## 出演作品

### テレビ番組
※詳細は2014年3月までの「ガチャピン#出演」を参照
- 『ポンキッキ』シリーズ
  - ひらけ!ポンキッキ（ガチャピン）
  - ポンキッキーズ（ガチャピン）
  - ポンキッキーズ21（ガチャピン）
  - ガチャガチャポン!（ガチャピン）
  - ポンキッキ（ガチャピン）
  - Beポンキッキ（ガチャピン）
  - beポンキッキーズ（ガチャピン）※2014年3月まで。
  - チルドレンタイム（ガチャピン）
  - ガチャピンClub（ガチャピン）
  - ガチャガチャポン!（ガチャピン）

### ラジオ
- ガチャピン・ムックのパジャマDEナイト（ガチャピンの声）

### ゲーム
2001年
- ポンキッキーズ21 ゲームのおもちゃ箱（ガチャピン）

2015年
- ネットハイ（リア次[4]）

## レコード
- たべちゃうぞ（1975年、キャニオン・レコード）※「矢沢邦江」名義。
- いっぽんでもニンジン（1975年、キャニオン・レコード）※数字の掛け声のみ。